# Lake George, New Brunswick
Lake George är en sjö i Kanada.   Den ligger i provinsen New Brunswick, i den sydöstra delen av landet, 700 km öster om huvudstaden Ottawa. Lake George ligger 132 meter över havet. Arean är 7,0 kvadratkilometer. Den sträcker sig 4,1 kilometer i nord-sydlig riktning, och 3,7 kilometer i öst-västlig riktning.